# Circonscription électorale de Toyama
La circonscription électorale de Toyama (富山県選挙区, Toyama-ken senkyo-ku) est une subdivision électorale de la Chambre des conseillers du Japon, représentant la préfecture de Toyama. Deux conseillers y sont élus au scrutin uninominal majoritaire à un tour.

## Conseillers
| Série 1 (1947 : 1er, mandat de 6 ans) | Série 1 (1947 : 1er, mandat de 6 ans) | Élection                 | Série 2 (1947 : 2e, mandat de 3 ans) | Série 2 (1947 : 2e, mandat de 3 ans) |
| ------------------------------------- | ------------------------------------- | ------------------------ | ------------------------------------ | ------------------------------------ |
|                                       | Toyokazu Ishisaka (ja) (PLJ)          | 1947                     |                                      | Hisayoshi Ogawa (ja) (PNC)           |
| 1950                                  | Toyokazu Ishisaka (ja) (PLJ)          |                          | Saburō Oyama (ja) (Ind.)             |                                      |
| ,1951                                 | Toyokazu Ishisaka (ja) (PLJ)          |                          | Tetsuji Tachi (ja) (Ind.)            |                                      |
|                                       | Toyokazu Ishisaka (PL)                | 1953                     | Tetsuji Tachi (ja) (Ind.)            |                                      |
| 1956                                  | Toyokazu Ishisaka (PL)                |                          | Tetsuji Tachi (PLD)                  |                                      |
|                                       | Shirō Sakurai (ja) (PLD)              | 1959                     | Tetsuji Tachi (PLD)                  |                                      |
| 1962                                  | Shirō Sakurai (ja) (PLD)              |                          | Tetsuji Tachi (PLD)                  |                                      |
| 1965                                  | Shirō Sakurai (ja) (PLD)              |                          | Tetsuji Tachi (PLD)                  |                                      |
| 1968                                  | Shirō Sakurai (ja) (PLD)              |                          | Kazuo Sugihara (ja) (PSJ)            |                                      |
| Naoji Tachibana (ja) (PLD)            | 1971                                  |                          | Kazuo Sugihara (ja) (PSJ)            |                                      |
| Naoji Tachibana (ja) (PLD)            | 1974                                  |                          | Minoru Yoshida (ja) (PLD)            |                                      |
| Kimitomo Takahira (ja) (PLD)          | 1977                                  |                          | Minoru Yoshida (ja) (PLD)            |                                      |
| Kimitomo Takahira (ja) (PLD)          | 1980                                  |                          | Minoru Yoshida (ja) (PLD)            |                                      |
| Kimitomo Takahira (ja) (PLD)          | ,1982                                 | Sotoo Oki (ja) (PLD)     |                                      |                                      |
| Kimitomo Takahira (ja) (PLD)          | 1983                                  | Sotoo Oki (ja) (PLD)     |                                      |                                      |
| Kimitomo Takahira (ja) (PLD)          | 1986                                  | Yoshio Nagata (ja) (PLD) |                                      |                                      |
| Yasumasa Kakuma (ja) (PLD)            | 1989                                  | Yoshio Nagata (ja) (PLD) |                                      |                                      |
| Yasumasa Kakuma (ja) (PLD)            | 1992                                  | Yoshio Nagata (ja) (PLD) |                                      |                                      |
| Yasumasa Kakuma (ja) (PLD)            | 1995                                  | Yoshio Nagata (ja) (PLD) |                                      |                                      |
| Yasumasa Kakuma (ja) (PLD)            | 1998                                  | Yoshio Nagata (ja) (PLD) |                                      |                                      |
| Yasumasa Kakuma (ja) (PLD)            | 1998                                  |                          | Masaaki Tanibayashi (ja) (PDJ)       |                                      |
| Kōtarō Nogami (PLD)                   | 2001                                  |                          | Masaaki Tanibayashi (ja) (PDJ)       |                                      |
| Kōtarō Nogami (PLD)                   | 2004                                  |                          | Tsunenori Kawai (PLD)                |                                      |
|                                       | Takashi Morita (ja) (Ind.)            | 2007                     | Tsunenori Kawai (PLD)                |                                      |
| 2010                                  | Takashi Morita (ja) (Ind.)            | Kōtarō Nogami (PLD)      |                                      |                                      |
|                                       | Shigeru Dōko (ja) (PLD)               | Kōtarō Nogami (PLD)      | 2013                                 |                                      |
| 2016                                  | Shigeru Dōko (ja) (PLD)               | Kōtarō Nogami (PLD)      |                                      |                                      |
| 2019                                  | Shigeru Dōko (ja) (PLD)               | Kōtarō Nogami (PLD)      |                                      |                                      |
| 2022                                  | Shigeru Dōko (ja) (PLD)               | Kōtarō Nogami (PLD)      |                                      |                                      |
|                                       | Yukie Niwata (ja) (PDP)               | Kōtarō Nogami (PLD)      | 2025                                 |                                      |